# Dougountouny
Dougountouny est une ville et une sous-préfecture de Guinée, rattachée à la préfecture de Mali et la région de Labé. 

## Population
En 2016, le nombre d'habitants est estimé à 39 032, à partir d'une extrapolation officielle du recensement de 2014 qui en avait dénombré 364 961.

## Subdivision administrative

### Districts
Dougoutouny centre, Djendjen, Djohére, Badougoula, Wanssan, Bamba saberé, Boulleré, Kokouma et Daara